# Ministerio de Educación (Panamá)
El Ministerio de Educación de Panamá (MEDUCA) es la institución gubernamental responsable del sistema educativo en Panamá. Fue creada tras la adopción de la constitución del 2 de enero de 1941, que llevó a la creación de los ministerios de estado al estilo latinoamericano. Sus funciones son: fomentar la educación; asegurar a toda la población el acceso a la educación básica; estimular la investigación, tanto científica como tecnológica y la creación artística; y la protección del patrimonio cultural de la nación.

## Historia
Aunque Panamá era la capital del comercio en el Imperio español, los pueblos que habitaban el istmo eran descuidados y la educación era limitada a las familias ricas coloniales, inclusive, casi no había ninguna escuela en Panamá. En el siglo XVIII, Panamá entró en una de las más grandes crisis económicas de la época, la feria de Portobelo se había cancelado, los piratas arrebataban los tesoros y la ruta comercial colapsó. En 1749, la Compañía de Jesús se responsabilizó, mediante Real Cédula el 3 de junio de ese año, de la creación de la Universidad Real y Pontificia de San Francisco Javier, la primera universidad panameña, siendo en gran parte, producto del obispo Francisco Javier de Luna Victoria y Castro. Esta universidad preparó a grandes científicos como Sebastián López Ruiz, médico naturalista, y humanistas, como Manuel José de Ayala, jurisconsulto. Apenas había escuelas elementales y maestros que enseñaban a leer y escribir y los sacerdotes eran encargados de la educación hasta la expulsión de los jesuitas en 1767, lo que significó el fin de la educación y la clausura de la Universidad.

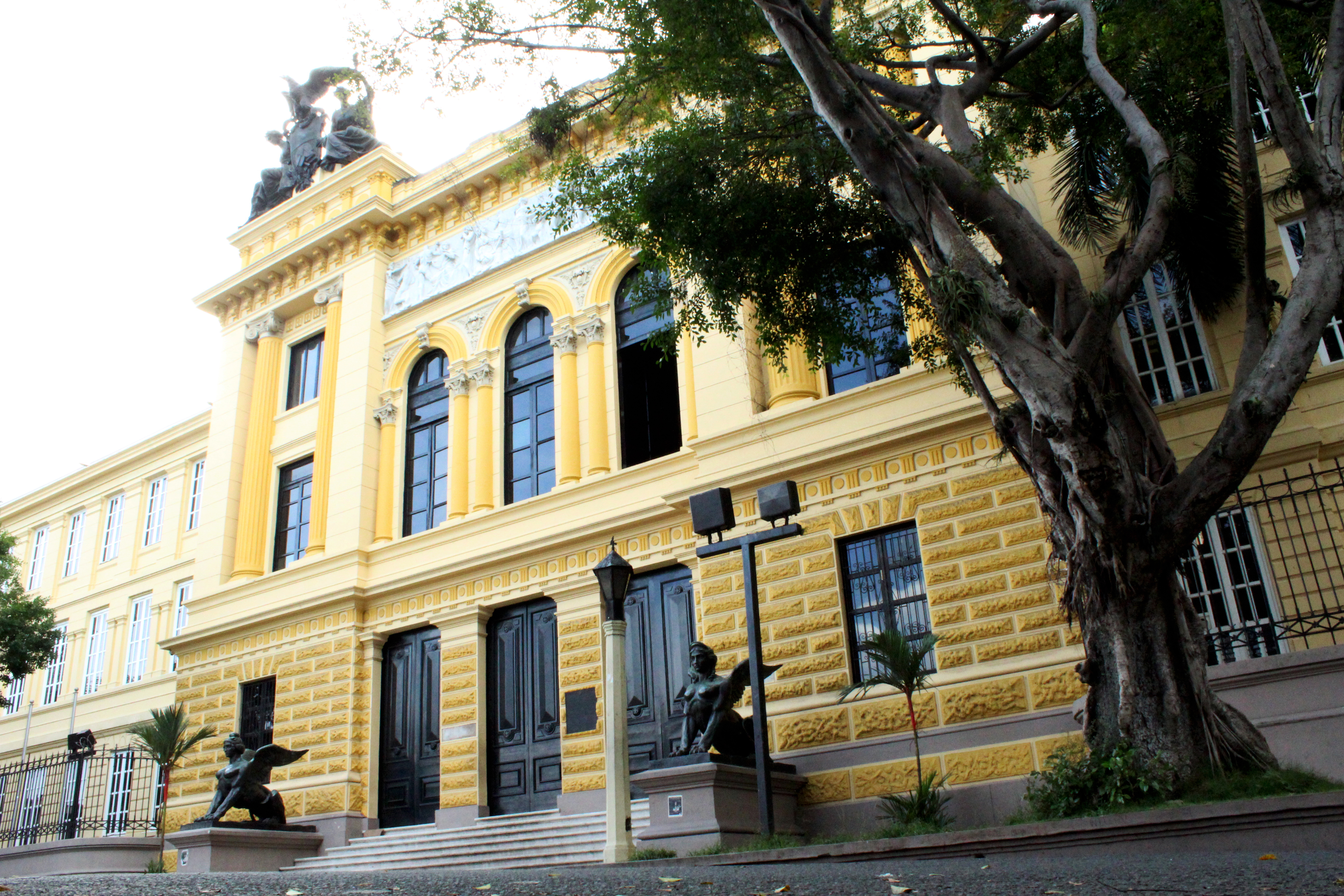
El Instituto Nacional, fundado en 1907, fue uno de los primeros colegios fundados en los primeros años de la República.

La independencia de España y posterior unión a Colombia no pudieron reactivar la educación debido a las guerras civiles entre liberales y conservadores hasta que la aparición del periodismo y la literatura burocrática. La poesía y los seminarios convirtieron a Panamá en un importante cuna de gente educada. El Estado Federal de Panamá hizo que la educación avanzara pero el gobierno bogotano abogó por el centralismo, haciendo que cayese. El profesor Manuel José Hurtado, en ese entonces director general de Instrucción Pública, hizo que proliferaran todas las escuelas pero todo se vino abajo tras la guerra de los Mil Días, que dejó a Panamá en un desastre.

Un año después del fin de la guerra civil, Panamá se separó de Colombia. El comienzo de la República inició una lucha por un sistema educativo que no existía.  Después de la separación de Panamá de Colombia, la Junta Provisional de Gobierno en 1903 había creado seis instituciones de administración pública: Gobierno, Relaciones Exteriores, Justicia, Hacienda, Guerra y Marina e Instrucción Pública, siendo este último el antecedente del Ministerio de Educación. Su primer titular fue Nicolás Victoria J., siendo este reemplazado por excusa por Julio J. Fábrega. La Secretaría de Institución Pública fue creada por la ley XI de 1904, también conocida como la "Ley Orgánica de Instrucción Pública". El artículo 133 de la Constitución de 1904 decía: 
“La instrucción primaria será obligatoria, y la pública será gratuita; habrá escuelas de artes y oficios y establecimientos de enseñanza secundaria y profesional, a cargo de la Nación. La ley podrá descentralizar la instrucción pública y destinarle rentas especiales.” 
En 1941, se promulga una nueva Constitución en que se crea el Ministerio de Educación. El doctor José Pezet Arosemena fue el primer ministro de educación en la República.

Según el art. 56 de la constitución panameña de 1941:
El servicio de la educación nacional es deber esencial del Estado. Constituye obligación imperativa dictar las medidas que tiendan a educar al indígena para incorporarlo a la civilización. La educación primaria será obligatoria ; y la pública primaria, normal, vocacional y secundaria, serán gratuitas . La gratuidad en la enseñanza normal, vocacional y secundaria no impide el establecimiento de un derecho de matrícula . Estarán sujetos a la inspección y vigilancia del Estado las escuelas, colegios, institutos y otros centros de enseñanza privados . El Estado legislará en el sentido de facilitar a los panameños económicamente necesitados el acceso a todos los grados de la enseñanza, tomando como base únicamente la aptitud y la vocación .
Según la constitución de 1972, el MEDUCA divide en 5 etapas la educación: jardín de infancia o kinder, primaria, pre media, media y terciaria o universidad. Las calificaciones son de 1.0 a 5.0. y las calificaciones universitarias desde F (menos de 60) hasta A (de 100 a 91).

## Actualidad y controversias
El MEDUCA a través del tiempo ha logrado llevar una educación íntegra a escuelas de áreas rurales apartadas (como por ejemplo en la comarca Ngäbe-Buglé) y ha creado programas como Panamá Bilingüe, que busca mejorar a los docentes y estudiantes el dominio del idioma inglés; las Jornadas Extendidas, que comprende que el estudiante se quede más en la clase y un acercamiento estudiante-docente extendiendo la jornada escolar de 8 horas a 12 horas.

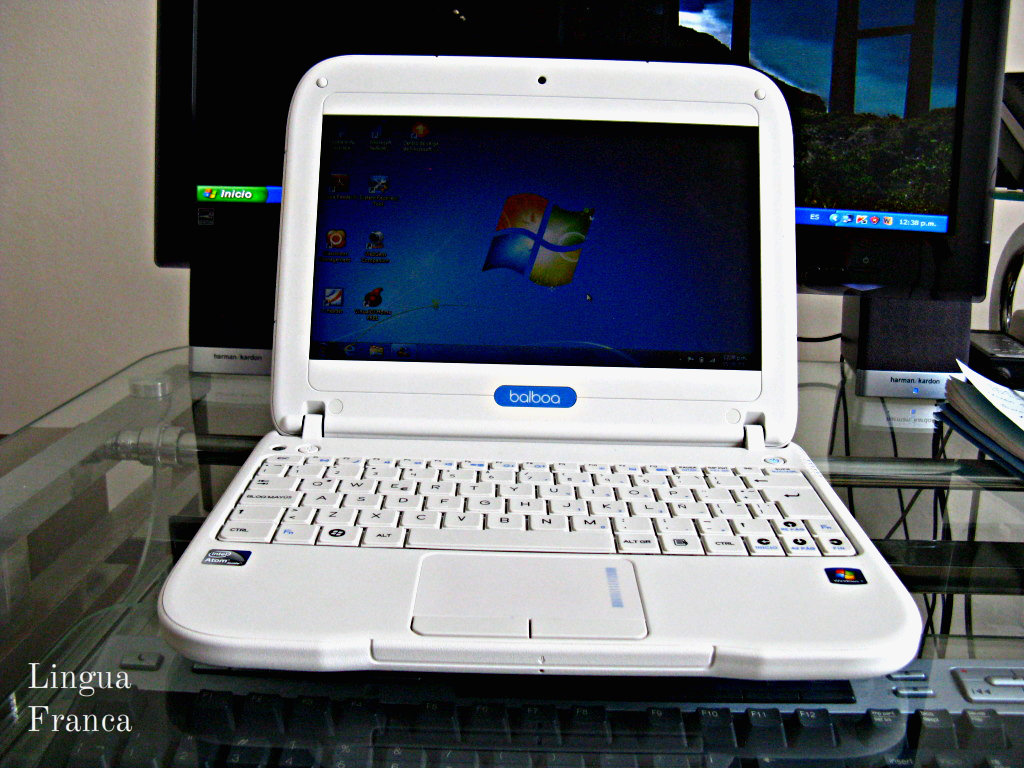
Laptop estudiantil del MEDUCA.

Entre 2009 a 2014 y bajo la administración de la ministra Lucinda «Lucy» Molinar, se llevó adelante un proceso histórico de transformación curricular en el que se redujo de 68 a 16 el número de bachilleratos, se cambiaron los contenidos y se implementó el planeamiento y evaluación por competencia. Panamá comenzó a entrenar a todos los docentes en el uso de herramientas básicas de tecnología en el aula, bajo el auspicio de empresas extranjeras como Microsoft e Intel.[cita requerida]
En 2020, el MEDUCA ha proporcionado herramientas para la educación a distancia por causa de la pandemia de COVID-19, tales como cuadernillos de trabajo, guías para padres, plataformas para la enseñanza y clases por televisión y radio.

### Controversias
Desde la década de los 70 Panamá venía intentando actualizar el sistema educativo, sin embargo, presiones gremiales e intereses políticos hicieron imposible llevarlos adelante. Los últimos años las principales polémicas del MEDUCA han sido el mal mantenimiento de las escuelas y el no pago a los docentes.
Durante el gobierno de Ricardo Martinelli, se abrieron escándalos sobre comida deshidratada, mochilas rotas y gastos inexplicables de instrumentos musicales para fiestas patrias. La exministra Lucy Molinar fue llevada a juicio.
Durante el gobierno de Juan Carlos Varela, éste eliminó todos los implementos de los estudiantes que daba el Ministerio de Educación y el desapoyo de este gobierno a la educación contribuyó al desacelerado nivel de fracasos escolares. Varias escuelas en el país están en descuido del MEDUCA lo que ha llevado a huelgas y protestas por parte de los docentes. Incluso, hubo una huelga de gremios docentes con la falta de presupuesto en escuelas y colegios.
Durante el gobierno de Laurentino Cortizo, el MEDUCA tuvo la responsabilidad de la educación virtual pública tras la situación de la pandemia de COVID-19. Sin embargo, se le ha acusado de improvisación y sin una organización fija para la educación tanto en virtualidad o en presencial.